# HD 210702 b
HD 210702 b ist ein Exoplanet, der den orangen Riesen HD 210702 alle 341,1 Tage umkreist. Auf Grund seiner hohen Masse wird angenommen, dass es sich um einen Gasplaneten handelt.

## Entdeckung
Der Planet wurde mit Hilfe der Radialgeschwindigkeitsmethode von John Asher Johnson et al. im Jahr 2007 entdeckt.

## Umlauf und Masse
Der Planet umkreist seinen Stern in einer Entfernung von ca. 1,17 Astronomischen Einheiten bei einer Exzentrizität von 15,2 % und hat eine Masse von ca. 635,8 Erdmassen bzw. 2 Jupitermassen.